# Милица Томић (уметница)
Милица Томић (Београд,1960) српска је визуелна уметница.
У свом уметничком раду поставља питања у вeзи са политичким и eкономским насиљeм, друштвeном амнeзијом, и покушава да разумe спрeгу нeраскидивог односа измeђу интимности и политикe.
Милица Томић јe профeсорка и дирeкторка IZK - Института за Саврeмeну умeтност  у Грацу (2014-) и иницијаторка нeзависног излагачког простора „Annenstrasse 53“ у истом граду (2022-).
Јeдна од оснивачица новe југословeнскe умeтничко тeоријскe групe, Група „Спомeник“ (2002—2014) и антидисциплинарног пројeкта „Чeтири лица Омарскe”.
Она активно ствара и излаже у Европи и широм света. Почев од 1997, учествује на више стотина изложби, видео и перформанс фестивала, а самостално излаже од 2000. године. На Октобарском салону (2000) у Београду за видео- инсталацију „Портрет моје мајке” освојила је главну награду. 2022. године доделјена јој је Уметничка награда града Граца у знак уважавања и признања уметничког стваралаштва у области визуелних уметности.
Од 2001. године ради као гостујућа професорка на академијама уметности и институтима за савремену уметност у Хелсинкију, Ротердаму, Салцбургу, Станфорду,Трондхејму, Приштини и Бечу. Живи и ради на релацији Београда, Беча и Граца.
Милица Томић глумила је у филму „Случај Хармс“, (1987), а појављивала се и у разним ТВ драмама.

## Биографија
Милица Томић рођена је 15. октобра 1960. у Београду. Дипломирала је 1990. године и магистрирала сликарство 1994. на Факултету ликовних уметности Универзитета у Београду.
На њу утиче концептуална уметност, политички и историјски догађаји, питања утврђивања и дестабилизације идентитета, и односи историјског и индивидуалног памћења.
Миличини родитељи су талентовани глумци, отац Мића Томић и мајка Марија Милутиновић. Обоје су глуму доживљавали као интелектуални ангажман, међутим, испоставиће се током живота да су били потпуно супротстављених ставова.
Милица Томић је у младости била у браку са писцем, преводиоцем и издавачем Боривојем Герзићем. Заједно са Радишом Црним објавили су књигу „Тророг”
Била је дугогодишњем браку са филозофом, психоаналитичарем, предавачем и уметником Бранимиром Стојановићем Тршом. Имају сина Вању Стојановића. Заједно су годинама сарађивали као уметници, друштвено-политички активисти, као и у раду са студентима.
Милица је била стипендисткиња ArtPace фондације у Сан Антониу (2004), као и стипендисткиња чувеног Интернационалног уметничког програма „DAAD Artistis in Berlin Program (2006). Добила је стипендију у резиденцији за међународне стипендисте на центрима и институтима Универзитета Станфорд.
Као одговор на посвећеност друштвеним променaма и новим облицима колективности направила је значајан помак од индивидуалне до колективнoj уметничкoj пракси. Једна је од oснивачица нове југословенске групе за уметност и теорију -  Групе „Споменик” (2002—2014) антидисциплинарног пројекта „Четири лица Омарске” (2009-). Милица је иницијаторка независног излагачког простора „Annenstrasse 53” (2020) у Грацу.
Радови Милице Томић су део колекција и бројних изложби у међународним институцијама уметности. Чланица је УЛУС-а од 1996. године и оснивачког одбора галерије Ремонт.
Глумила Ирину Мазер у филму „Случај Хармс” чија је премијера била на Канском фестивалу. Такође је играла Лујзу де Колињи Шатијон, велику љубав песника Гијома Аполинера у ТВ драми „Време празних страница” 1994. године, по мотивима преписке славног песника Гијома Аполинера и Лујзе де Колињи Шатијон.
Њени радови су део колекција и многобројних изложби у међународним институцијама уметности. Тренутно живи на релацији Београд – Грац – Беч.

## Уметност и активизам
Група „Споменик” (2002—2014), (Дамир Арсенијевић, Ана Безић, Павле Леви Јелена Петровић, Бранимир Стојановић, Милица Томић) је уметничко-теоријска група која ствара јавни простор за политичку и критичко-идеолошку дискусију о ратовима у социјалистичкоj Федеративнoj Републици Југославији и њихове последице. Група „Споменик” је водила читалачке и дискусионе групе, организовала предавања-перформансе и укључила се у самообразовање кроз сусрете са жртвама, починиоцима и сведоцима екстремног терора, геноцида и етничког чишћења. Пројекат групе, „Матеми Реасоцијације”, који је започет 2008. године, фокусира се на геноцид у Сребреници. Група „Споменик” испитује услове под којима уметност може произвести сопствени дискурс о геноциду и стању савременог-трајног рата. Пројекат „Living Death Camp” покренут заједно са Форензичком архитектуром. То је само једна од многих колаборација које је реализовала Група „Споменик”, иначе заснована на јединственој методологији, у којој „група“ не чини никакав фиксни идентитет или колектив, већ платформу у којој сваки нови вид трансформација има потенцијал да окупи и оснажи различите учеснике и сараднике. Из ове платформе је 2010. године настала Радна група „Четири лица Омарске”, која наставља да истражује сложени вртлог историјске динамике засноване на четири лица локалитета Омарска у Босни и Херцеговини.
„Четири лица Омарске” (2010 -) истраживачка је пракса и платформа која се бави истраживањем стратегија меморијалне продукције са позиције оних чије су искуство и знање потчињени, одбачени и искључени из јавног памћења и јавне историје. То је истраживање савремене и историјске динамике на одређеном локалитету у бившој Југославији, данашњој Босни и Херцеговини, односно Републици Српској. Назив потиче из четири конститутивна слоја у историји овог рударског комплекса у северозападној Босни и Херцеговини, који је настао у Социјалистичко Федеративној Републици Југославији као рудник гвожђа 1992. године. На почетку југословенских ратова, снаге босанских Срба и локалне власти претвориле су рудник у логор за мучење и смрт југословенских Муслимана, Хрвата и политичких затвореника. Након рата, 2004. године, Arcelor Mittal, водећа светска челичана и рударска компанија, преузела је већинско власништво над рудником Омарска и наставила комерцијалне рударске операције. Коначно, 2007. године, коришћена је као локација за снимање филма „Свети Ђорђе убија аждаху”, историјског етноблокбастера у копродукцији филмских кућа из Србије и Републике Српске.

## Размишљања
„Кључни задатак уметника је да се перманентно суочава и критички односи према околностима које га непосредно окружују, као и да препозна и разуме своју политичку борбу. То је веома болно. Уметници могу врло лагодно да живе у систему уметничког тржишта и културне индустрије. Међутим, уметник мора да трага за формом која ће учинити видљивим и довести у питање комплексне друштвене односе који нас окружују”  - Милица Томић.
„Мене турбо-фолк пре свега занима као симптом. Нарочито у периоду након промене власти у Србији 2000. године, када је турбо-фолк био апсолутни табу, омражен у интелектуалном, идеолошком и сваком другом смислу. Мучило ме је питање зашто интелектуална грађанска класа има потребу да се дистанцира и направи невероватно јасну разлику између грађанске културе и турбо-фолк културе. Да ли је једини облик мишљења о турбо-фолку чињеница да изазива одвратност? Зашто постоји забрана да се тако нешто доведе у питање? И зашто нико нема храбрости да размисли о својој сопственој позицији у односу на турбо-фолк културу, и колико смо сви део ње? Због чега је у пољу културе међу грађанском елитом једино турбо-фолк био осуђен да је ширио ратну пропаганду, а није постојала потреба да се размишља и говори о улози водећих институција културе у Србији попут универзитета, позоришта, Академије наука, које су биле важан део репродуковања ратних политика осамдесетих и деведесетих? У раду „Ово је савремена уметност” сам видела могућност да поставим сва та питања и да на тај начин испитам однос културне елите и уметника према рату. И зашто је на пример баш турбо-фолк тај који непосредно спаја нас, бивше Југословене? Мислила сам да је логично и да је наш задатак да се бавимо тиме на један еманципованији начин, без страха. И нисам била усамљена у тој намери. И данас сам убеђена да је то био прави пример како да без лицемерне критике, класне дистанце и гађења размишљамо о овим питањима, а не да већ двадесет година стојимо парализовани, питајући се: Шта се дешава са овим младима широм бивше Југославије, зашто сви слушају турбо-фолк?” - Милица Томић

## Радови
Њен рад уводи и отвара различита поља и методе савремене уметничке праксе. Она поставља питања у вези са политичким и економским насиљем, друштвеном амнезијом из перспективе екофеминизма. Томићева кроз свој рад дефинише питање политичке борбе кроз језик уметности и спреге нераскидивог односа између интимности и политике.
Видео-филм „Портрет моје мајке“(1999) анализа је и реконструкција интимног разговора између уметнице и њене мајке. У субјективном и непрекинутом кадру, одвајајући јединство тона и слике, камера се креће кроз Београд, од куће Милице Томић до куће њене мајке. Овај интимни разговор говори о односу мајке и ћерке, југословенским ратовима и месту жене унутар слома политике југословенског модернизма. Рад „Портрет моје мајке“ је део збирке Музеја савремене уметности Београда (МСУБ) и настао је 1999. године, а учесници су и Бранка Петрић и Михаило Јанкетић, као и многи други.
”Томићева отвара горућа савремена питања односа према историји национал-социјализма у Аустрији својом инсталацијом „Life of Crops. Memorial in Becoming” 2020, текућег пројекта који је први пут представљен на „steirischer herbst” фестивалу у Грацу, Аустрија, 2018. године. Анализом тла у новооткривеном радном логору у штајерском селу Афленц ан дер Сулм, Томић је учинила видљивим материјалне и идеолошке слојеве историје и сећања. На снимку се види како форензички археолози ископавају зарасло место и проналазе артефакте и биљне остатке, док дугачак сто приказује делимичну архиву активно потиснуте историје. Укључује петријеве посуде са узорцима земље; идентификационе документе радника у фабрици; књиге о фашизму, марксизму и њиховом односу према природи; приказе конкретних компанија које су користиле затворски рад у аустрофашистичком и нацистичком периоду. На зиду, Истраживачко сликарство, 2019, трансформисало је научне податке о реконфигурацији имовинских односа у Штајерској између 1938. и 1945. у апстрактни приказ који подсећа на серију Јозефа Алберса из 1950–76 „Омаж тргу“.
„Ово је савремена уметност” из 2000 је делегирани перформанс Милице Томић који се састоји од наступа једне од најпопуларнијих српских турбо-фолк певачица Драгане Мирковић. Перфоманс је организован као инсталација у централном изложбеном простору међународног фестивала Wiener Festwochen и изложбе „Ти си свет“ (Кунстхаус, Беч, Аустрија). Драгана пева шест песама из свог уобичајеног репертоара. На почетку перформанса, осим рутине „Добро вече, даме и господо“, она изјављује: „Ово је савремена уметност!“ 
„Мало слово - а” је низ инсталација као што су „Музеј у суспензији” (2020—2022), где се одаје почаст Музеју савремене уметности у Београду, модернистичкој икони коју су 1960. године дизајнирали архитекти Иванка Распоповић и Иван Антић. Установа је затворена између 2007. и 2017. године због, како је требало да буде, кратког реновирања. Да би се учинио видљивим симболички недостатак који је означен дуготрајним затварањем музеја и неиспуњеним жељама и сукобљеним политичким плановима његових заинтересованих страна (међу њима уметника, кустоса, публике, шпекуланата некретнинама и политичара) док су очекивали његово поновно отварање, инсталација је супротставила три нескладне епизоде. Једна је била поновно стварање детритуса заосталог 2007. након што је Џим Ламби демонтирао свој рад за оно што је требало да буде последња изложба музеја, посвећена новој британској уметности.
Инсталација „Последње слово - А” (2020—2022) бави се темом распада Југославије и њеном последњом фазом распада 2003. године. Она се састоји од прецизног техничког цртежа последњег слова „А” на џиновском барељефу  ЈУГОСЛАВИЈА, који је још увек красио павиљон који је некада представљао шест социјалистичких република на Венецијанском бијеналу између 1938. и 1992. године, а данас у дну фасаде, златним словима означава српски павиљон. Трећа је била група од шест фотографија, све из 2010. године, које приказују Милицу Томић у напуштеном ентеријеру музеја; користећи технички цртеж барељефа ЈУГОСЛАВИЈА, она у празне просторе око сваког слова излива истопљено олово. Док је расипање остатака — омотача од мехурића, цртежа, металних блокова — сугерисало да уметност може дати тежину и облик историјским транзицијама, лакановски наслов изложбе, са својим objet petit А призива недостајући предмет жеље, имплицира да је нематеријалне губитке таквих криза тешко, ако не и немогуће, представити.
У видео-раду под називом „Ја сам Милица Томић”  из 1999. године истражује компликоване односе механизама у којима настаје родни, лични и колективни идентитет. У овом видеу она наводи своје има на 64 различита језика која припадају различитим националним и етничким групама - док јој лице остаје мирно и безбрижно, њено тело полако прекривају ожиљци и ране. „Мој отац је био глумац и много ми је помогао око видео-перформанса „Ја сам Милица Томић”. Када сам научила 64 исказа различитих идентитета на различитим језицима, он је вежбао са мном. Био је јако даровит да представи расцепе и међуситуације: како да страшно верујеш у нешто, а да ти тело говори нешто сасвим друго.”
Рад „Једнога дана уместо ноћи, бљеснуће рафал из митраљеза кад друкче светлост не може доћи” (из поеме Оскара Давича) је уметничка интервенција  у јавном простору Београда. Састоји се од ходања градом са аутоматским оружјем на местима успешних акција Народноослободилачког покрета, као и обичних грађана током Другог светског рата у Београду. Ова изградња нематеријалног споменика је у Београду трајала око два месеца и повремено је документована фото и видео-записом. Звучна подлога видео-записа „Једнога дана…” су интервјуи са борцима НОБ-а које је Томић забележила још 2003. године за један други рад, у време када је негирање и ревизија историје Другог светског рата у Србији била на врхунцу. Име тог видео рада је „Накнадно о љубави”, по песми Радована Зоговића. Овај нематеријални споменик Томић је „градила” на местима успешних антифашистичких акција које су за време немачке окупације током Другог светског рата изводили грађани Београда, Рима и Копенхагена. Представља брисање из једне историје сећања, те кулминира у новије облике фашизма у садашњем времену.

## Изложбе (избор)
- 2022 59. Октобарски салон  (самостална изложба у оквиру међународне изложбе О С), Београд, Србија
- 2022 Walk!, Schirn Kusthalle, Франкфурт, Немачка
- 2022 Даме и господо: ми, крхке феминисткиње, Универзални музеј Јоханнеум, Грац, Аустрија[31]
- 2022 4 and Gabès Cinéma Fen, изложба видео програма, филмски фестивал Ел Казма Габес, Тунис
- 2021 Хероји, фото инсталација, MAXXI музеј. Национални музеј уметности 21. века[32], Рим
- 2020 О љубави после. Јавна монтажа, перформанс, Европа машина, Касино, Бургтеатар, Беч 2020 Објет петит „а“, галерија Цхарим, Беч, Аустрија 2018. Излагање на ивици глетерице, истраживачки и истраживачки процеси Афленц Меморијала у постајању,  steirischer herbst ’ 18, Volksfronten, Forum Stadtpark, Graz / In collaboration with Institut für Kunst im öffentlichen Raum Steiermark (Institute for Art in Public Space Styria), Universalmuseum Joanneum, Graz, Austria
- 2020 On Love Afterwards, фото инсталација, „... хлеба, вина, аутомобила, сигурности и мира”, Kunsthalle, Беч
- 2019 Deep Sounding: Историја као вишеструки наративи, Галерија ДААД, Берлин, Немачка
- 2018 Вредност слободе, 21ер Хаус, Белведере, Беч, Аустрија
- 2018 Сећање на пејзаж, Музеј савремене уметности, Зиген, Немачка
- 2018 Бијенале у Гангвону , Гангнеунг Греен Цити Екпериенце Центер (Е-Зен), Гангвон-до, југ Кореја (Логови живе смрти - Група Споменик, Форензичка архитектура)
- 2018 Data Bettelfield, Fotomuseum, Антверпен, Белгија (Living Death Camps - Група Споменик (Форензичка архитектура)
- 2017 Симптоми друштва, Музеј уметности Гуангдонг, Гуангџоу, Гуангдонг, Кина
- 2017 Моје слатко јагње (6. епизода), Галерија Нова, Загреб
- 2017 Things fall Apart, Galeria Avenida da Índia, Лисабон
- 2017 Секвенце. Уметност у Југославији и Србији, Музеј савремене уметности Београд (МСУБ)
- 2016  On Limits: Estrangement in the Everyday, The Kitchen, Whitney, Њујорк
- 2016. Хладни фронт са Балкана, Пера музеј, Истанбул 2016 Боди Луггаге, Кунстхаус Граз, Грац, Аустрија
- 2016   Beyond Balagan, Hero Mother, Contemporary Art by Post-Communist Women Rethinking Heroism – MOMENTUM, Берлин
- 2016. Nottingham Contemporary, Лондон
- 2016 Red Africa. Things Fall Appart, Calvert 22, Лондон
- 2016 Beyond the Monument, Bac – Bâtiment d’art contemporain, Женева2015 Кијевска школа. Кијевско бијенале 2015. - Кијевско бијенале-Кијевска школа, Кијев
- 2015 5. Солунско бијенале савремене уметности - Државни музеј савремене уметности, Солун, Грчка
- 2014 Trevellung Communique, Музеј историје Југославије, Београд, Србија;
- 2014 Форенсис, House of World Cultures, Берлин, Немачка
- 2014 Артистс Филм Интeрнатионал/ Умeтнички интeрнационални филм, Милица Томић, Галeрија Вајтчепел, Лондон
- 2012 Једна шестина Земље, Екологије слике, ЗКМ, Карлсруе, Немачка
- 2012. УрбанФестивал 12: Између свјетова, Загреб, Хрватска
- 2012. Мираз. Галерија Нова, Загреб, Хрватска
- 2012. ре.аkт.феминисм #2 – Архива перформанса – Музеј за Самтидскунст / Музеј савремене уметности, Роскилде, Данска
- 2012. Колико фашизма?, Бивши Запад, БАК, основа за актуеле кунст, Утрехт [НЛ]
- 2012 Јeднога дана, Турку Арт Музeум, Финска
- 2011 52. октобарски салон, Београд, Србија
- 2011 Свемирски брод Југославија, НГБК, Берлин, Немачка
- 2011 Детаљи, Кунстхале Берген, Норвешка
- 2011 Spaceship Yugoslavia, НГБК, Берлин, Немачка
- 2011. Без мреже, 1. Бијенале савремене уметности времеплова Д. О. АРК Ундергроунд, Сарајево/Коњиц, дипл.
- 2011 10. Бијенале у Шарџи [Шта, како и од кога, филмски програм], Уједињени Арапски Емирати
- 2010 Једнога дана, Милица Томић, Музeј саврeмeнe умeтности, Бeоград, Србија
- 2010 Транситланд, Московски музеј модерне уметности [ММОМА], Москва, Русија
- 2010. MyWar, Edith Russ Site for Media Art, Олденбург, Немачка
- 2009 Gender Check - Женственост и мушкост у источној Европи, МУМОК, Музеј модерне уметности, Stiftung Ludwig, Беч, Аустрија
- 2008. Разлика, каква разлика [специјална изложба] Арт Форум, Берлин, Немачка
- 2008. 6. Међународно бијенале савремене уметности у Гјумрију, Трансформације историје и паралелних историја, Естетички центар, Гјумри, Јерменија
- 2007 Трансформација сећања, Политика слике, 24. Меморијал Надежде Петровић, Чачак, Србија
- 2007 Нова економија, Њујорк, САД
- 2007 3. Прашкo бијенале,Споменик трансформације, Праг, Чешка Република
- 2007 Глобални феминизми, Бруклински музеј уметности, Бруклин, Њујорк, САД
- 2007 Политика памћeња, „Стацион“ – Цeнтар за саврeмeну умeтност, Приштина
- 2006 15. Сиднејско бијенале, Zones of Contact, Сиднеј, Аустралија
- 2006 Сама / Читањe капитала , Умeтнички простор (Алонe / Читање капитала, Артспејс) Сиднeј, Аустралија
- 2004 Читањe капитала, АртПејс, Сан Антонио, Сједињене државе
- 2003 8. Истанбулско бијенале, Poetic Justice, Истанбул, Турска
- 2003 50. Вeнeцијанско бијeналe, национални павиљон, павиљон Србија и Црна Гора, Вeнeција, Италија
- 2003 5. Интернационално цетињско Бијенале, Love it or Leave it, Цетиње, Србија и Црна Гора
- 2002 Aktenzeichen XY...Ungelöst: Реконструкција злочина, Билдмусeт, Умeа, Шведска
- 2000 Ја сам Милица Томић, Камeра Аустрија, Грац, Аустрија
- 2000 Милица Томић, Музeј Арнхeм / Музeј модeрнe умeтности, Холандија
- 2000 Милица Томић, Кунстхаллe Беч, Бeч, Аустрија

## Награде (избор)
- 2022 Уметничка награда града Граца у знак уважавања и признања уметничког стваралаштва у области визуелних уметности;
- 2012 Годишња награда за достигнућа у борби против дискриминације, Група „Споменик” Коалиције против дискриминације;
- 2008 АИКА, [Међународно удружење ликовних критичара], за поставку Матеме реасоцијације [Група „Споменик”] у оквиру 49. Октобарског салона, Контекстуална уметничка пракса уметник-грађанин, Београд, Србија;
- 2001 Награда за младе уметнике Урсуле Блицкле и фондације Бликле, Немачка;
- 2000 Награда Октобарског салона за видео и слајд инсталацију „Портрет моје мајке”, додељена у оквиру 41. Октобарског салона у Београду, Србија;
- 1998 Награда за видео - инсталацију Друге међународне видео конференције, Видео Медеја, Нови Сад
- 1997 Награда Међународног жирија Друге годишње изложбе Центра за савремену уметност, Београд, Србија, за видео - инсталацију Aktenzeichen XY...Ungelöst: Реконструкција злочина.